# Peso pluma (MMA)

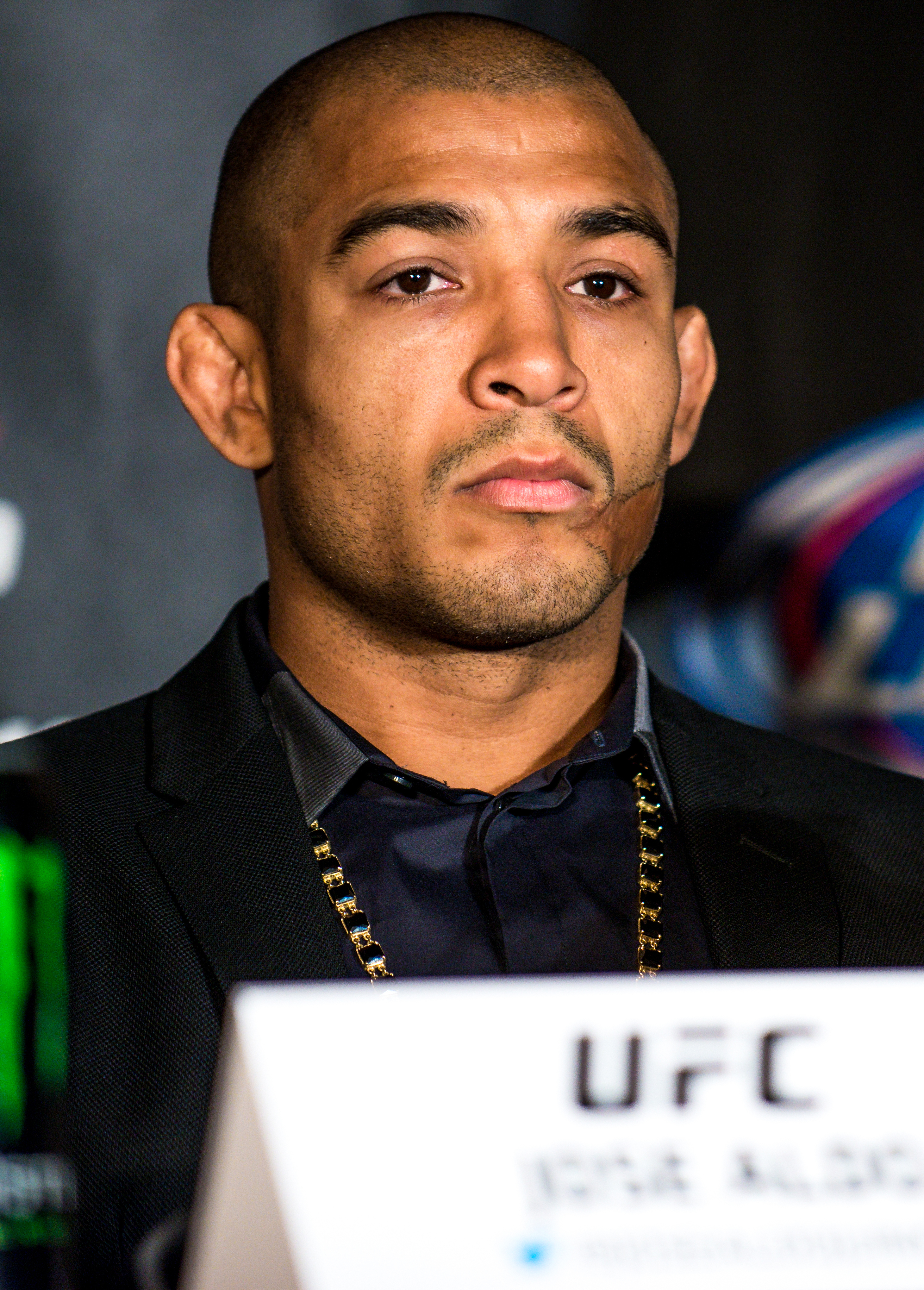
José Aldo, peleador peso pluma.

La división de peso pluma en artes marciales mixtas se refiere a diferentes de categorías de peso:
- La división de peso pluma de UFC, la cual agrupa a los competidores entre 136-145 lbs (65,8 kg)
- La división de peso pluma de Shooto, la cual agrupa a los competidores hasta 135 lbs (61,2 kg)
- La división de peso pluma de ONE Championship, cuyo límite superior es de 70,3 kg (155 lb)
- La división de peso pluma de Road FC, cuyo límite superior es de 144,4 lb (65,5 kg)

## Ambigüedad y aclaración
En aras de la uniformidad, la mayoría de medios especializados estadounidenses consideran como pesos plumas a los competidores entre 136 y 145 lbs (60 y 66 kg). King of the Cage (KOTC) se refiere a su división de 145 lbs (66 kg) como peso gallo, mientras que Shooto se refiere a su división de 143 lbs (65 kg) como peso ligero. UFC usa la definición de Nevada de "peso pluma".
El límite de peso pluma, definido por la Comisión Atlética del Estado de Nevada y la Asociación de Comisiones de Boxeo es 145 lbs (66 kg).

## Campeones profesionales

### Campeones actuales
Última actualización el 25 de julio de 2025. 
Hombres:
| Organización              | Comienzo del reinado    | Campeón               | Récord            | Defensas |
| ------------------------- | ----------------------- | --------------------- | ----------------- | -------- |
| UFC                       | 12 de abril de 2025     | Alexander Volkanovski | 27–4 (13KO 3SUB)  | 1        |
| Bellator MMA              | 15 de abril de 2022     | Patrício Pitbull      | 36–7 (12KO 12SUB) | 2        |
| ONE Championship          | 26 de agosto de 2022    | Tang Kai              | 19–2 (15KO 0SUB)  | 1        |
| Rizin Fighting Federation | 4 de noviembre de 2023  | Chihiro Suzuki        | 12–3 (6KO 1SUB)   | 0        |
| ACA                       | 21 de julio de 2023     | Islam Omarov          | 14–0 (3KO 6SUB)   | 0        |
| Cage Warriors             | 4 de noviembre de 2022  | Paul Hughes           | 9–1 (2KO 2SUB)    | 1        |
| KSW                       | 18 de diciembre de 2021 | Salahdine Parnasse    | 21–2 (6KO 7SUB)   | 2        |
| M-1 Global                |                         | Vacante               |                   |          |
| Fight Nights Global       |                         | Vacante               |                   |          |
| Brave Combat Federation   | 23 de junio de 2023     | Nemat Abdrashitov     | 19–8 (7KO 7SUB)   | 0        |
| Titan FC                  | 6 de agosto de 2021     | Ali al-Qaisi          | 12–5 (2KO 4SUB)   | 0        |
| Legacy Fighting Alliance  | 21 de julio de 2023     | Javiera Garcia        | 11–5 (0KO 7SUB)   | 0        |
| Road FC                   | 18 de diciembre de 2022 | Hae Jin Park          | 10–3 (1KO 4SUB)   | 0        |

Mujeres:
| Organización | Comienzo del reinado | Campeón     | Récord               | Defensas |
| ------------ | -------------------- | ----------- | -------------------- | -------- |
| Bellator MMA | 25 de enero de 2020  | Cris Cyborg | 27–2 (1) (21KO 1SUB) | 5        |
| UFC          |                      | Vacante     |                      |          |
| Invicta FC   |                      | Vacante     |                      |          |

## Mayor cantidad de victorias en peleas titulares de peso pluma
Nota: esta lista incluye victorias en peleas de por títulos de peso pluma de promociones mayores (UFC, WEC, Bellator for men; UFC, Strikeforce, Invicta for women)
Nota: esta lista incluye campeones indiscutidos y campeones interinos
     Reinado titular activo

### Hombres
|                | Nombres               | Promoción | Victorias en peleas titulares |
| -------------- | --------------------- | --------- | ----------------------------- |
| 1.             | José Aldo             | WEC, UFC  | 11 (3 WEC, 8 UFC)             |
| 1.             | Patricio Freire       | Bellator  | 11                            |
| 2.             | Urijah Faber          | WEC       | 6                             |
| 2.             | Alexander Volkanovski | UFC       | 6                             |
| 4              | Max Holloway          | UFC       | 5                             |
| 5.             | Pat Curran            | Bellator  | 4                             |
| 6.             | Mike Brown            | WEC       | 3                             |
| 7.             | Cole Escovedo         | WEC       | 2                             |
| Daniel Straus  | Bellator              |           | 2                             |
| Conor McGregor | UFC                   |           | 2                             |

### Mujeres
|    | Nombres              | Promoción                 | Victorias en peleas titulares                    |
| -- | -------------------- | ------------------------- | ------------------------------------------------ |
| 1. | Cristiane Justino    | Strikeforce, Invicta, UFC | 15 (3 Strikeforce, 4 Invicta, 3 UFC, 5 Bellator) |
| 2. | Julia Budd           | Bellator                  | 3                                                |
| 2. | Amanda Nunes         | UFC                       | 3                                                |
| 3. | Megan Anderson       | Invicta                   | 1                                                |
| 3. | Germaine de Randamie | UFC                       | 1                                                |
| 3. | Felicia Spencer      | Invicta                   | 1                                                |